# 1966年全仏選手権 (テニス)
1966年 全仏選手権（1966ねんぜんふつせんしゅけん、Internationaux de France de Roland-Garros 1966）は、フランス・パリにある「ローランギャロス・スタジアム」にて、1966年5月23日から6月5日にかけて開催された。

## 大会の流れ
- 男子シングルスは「120名」の選手による7回戦制、女子シングルスは「91名」の選手による7回戦制で行われた。シード選手は男子・女子ともに16名。男子は第1・第2シードを含む8名の選手、女子は37名の選手に「1回戦不戦勝」（抽選表では“Bye”と表示）があった。
- 女子のシード選手は、1回戦から出場した人と、2回戦から登場した人のばらつきがあった。2回戦から登場した選手が初戦敗退の場合は「2回戦＝初戦」と表記する。

## シード選手

### 男子シングルス
1. フレッド・ストール　（ベスト8）
2. ロイ・エマーソン　（ベスト8）
3. トニー・ローチ　（初優勝）
4. ニコラ・ピエトランジェリ　（3回戦）
5. ジョン・ニューカム　（3回戦）
6. デニス・ラルストン　（4回戦）
7. クリフ・リッチー　（3回戦）
8. クリフ・ドリスデール　（ベスト4）
9. ピエール・ダーモン　（4回戦）
10. フランソワ・ジョフレー　（ベスト4）
11. マーティン・マリガン　（3回戦）
12. トーマス・コッホ　（3回戦）
13. マイケル・サングスター　（2回戦）
14. フアン・ヒスベルト　（4回戦）
15. ヤイディプ・ムカジー　（4回戦）
16. トム・オッカー　（4回戦）

### 女子シングルス
1. マーガレット・スミス　（ベスト4）
2. マリア・ブエノ　（ベスト4）
3. アン・ヘイドン＝ジョーンズ　（優勝、5年ぶり2度目）
4. アネッテ・バン・ジル　（ベスト8）
5. ナンシー・リッチー　（準優勝）
6. キャロル・グレーブナー　（1回戦、不戦敗）
7. ジュディ・テガート　（4回戦）
8. エダ・ブディング　（4回戦）
9. ラケル・ジスカフレ　（2回戦＝初戦）
10. フランソワーズ・デュール　（ベスト8）
11. マリーナ・ゴッドウィン　（3回戦）
12. ヘルガ・シュルツェ　（ベスト8）
13. イトカ・ボラフコワ　（3回戦）
14. ロビン・エバーン　（1回戦、不戦敗）
15. ゲイル・シェリフ　（4回戦）
16. グレンダ・スワン　（4回戦）

## 大会経過

### 男子シングルス
準々決勝
- クリフ・ドリスデール vs.  フレッド・ストール 1-6, 6-4, 6-2, 11-9
- イシュトヴァン・グヤーシュ vs.  ケン・フレッチャー 7-5, 6-2, 6-3
- トニー・ローチ vs.  アレックス・メトレベリ 5-7, 6-3, 6-1, 7-5
- フランソワ・ジョフレー vs.  ロイ・エマーソン 1-6, 6-3, 6-4, 4-6, 6-4

準決勝
- イシュトヴァン・グヤーシュ vs.  クリフ・ドリスデール 6-4, 2-6, 7-9, 6-2, 6-3
- トニー・ローチ vs.  フランソワ・ジョフレー 6-3, 6-4, 6-4

### 女子シングルス
準々決勝
- マーガレット・スミス vs.  ジュリー・ヘルドマン　6-2, 6-2
- ナンシー・リッチー vs.  アネッテ・バン・ジル　3-6, 6-3, 6-2
- アン・ヘイドン＝ジョーンズ vs.  ヘルガ・シュルツェ　6-4, 6-4
- マリア・ブエノ vs.  フランソワーズ・デュール　3-6, 6-4, 6-4

準決勝
- ナンシー・リッチー vs.  マーガレット・スミス　6-1, 6-3
- アン・ヘイドン＝ジョーンズ vs.  マリア・ブエノ　4-6, 8-6, 6-3

## 決勝戦の結果
- 男子シングルス： トニー・ローチ vs.  イシュトヴァン・グヤーシュ　6-1, 6-4, 7-5
- 女子シングルス： アン・ヘイドン＝ジョーンズ vs.  ナンシー・リッチー　6-3, 6-1
- 男子ダブルス： クラーク・グレーブナー＆ デニス・ラルストン vs.  イリ・ナスターゼ＆ イオン・ティリアック　6-3, 6-3, 6-0
- 女子ダブルス： マーガレット・スミス＆ ジュディ・テガート vs.  ジル・ブラックマン＆ フェイ・トイン　4-6, 6-1, 6-1
- 混合ダブルス： フルー・マクミラン＆ アネッテ・バン・ジル vs.  クラーク・グレーブナー＆ アン・ヘイドン＝ジョーンズ　1-6, 6-3, 6-2